# Ulysse Diallo
Ulysse Diallo (* 26. října 1992, Bamako, Mali) je malijský fotbalový útočník, momentálně hráč portugalského klubu FC Arouca, kam přišel v červenci 2014 z maďarského týmu Ferencváros.